# Сосна лучистая
Сосна́ лучи́стая (лат. Pínus radiáta) — вид деревянистых растений рода Сосна (Pinus) семейства Сосновые (Pinaceae).

## Распространение
Северная Америка. Очень редкий вид, так как имеет чрезвычайно узкий естественный ареал: три прибрежных района в центральной Калифорнии (один в округах Сан-Матео и Санта-Круз, один в округе Монтерей и один в округе Сан-Луис-Обиспо) и у побережья Нижней Калифорнии в Мексике (остров Гуадалупе и также на острове Седрос). В природе произрастет в прибрежном туманном поясе, на каменистых склонах и среди скал; на высоте 30—1200 м. Вдоль побережья Калифорнии он сбежал из культуры и натурализовался, так же как и на юге прибрежного Орегона.

## Ботаническое описание
Деревья 15—30 (64) м высотой со стволом 30—90 (280) см в диаметре и с густой широко-конической кроной, становящейся к старости шаровидно-конусовидной, шаровидной или уплощённой. Кора красновато-коричневая, с возрастом становится серой или почти чёрной, бороздчатая между удлиненно-прямоугольными чешуйчатыми гребнями. Молодые побеги 3—4 мм толщиной, более или менее гладкие, светло-буровато-жёлтые, более старые — коричневые или серые. Верхушечные почки 6—20 мм длиной, 0,3—1,2 мм шириной, яйцевидные, яйцевидно-конические или яйцевидно-цилиндрические, со слегка туповатой верхушкой, сильно смолистые; их чешуи широколанцетные, красновато-коричневые или тёмно-коричневые до почти чёрных, по краю с редкими плёнчатыми белыми бахромками. Брахибласты довольно редко расположены на верхушках побегов (7—8 брахибластов на 1 см длины побега). Влагалища брахибластов 9—13 мм длиной, немного расширенные кверху; чешуевидные листья сероватые, у основания — светло-коричневые, по краю со светлыми плёнчатыми бахромками. Хвоинки по (2) 3 в пучках, (8) 9—15 (20) см длиной, 1,3—1,8 (2) мм шириной, уплощённые, с хорошо выраженным продольным килем, слегка изогнутые, по краям слабо загнутые, среднезубчатые (33—34 зубцов на 1 см края), тёмно-зелёные, с обеих сторон с тонкими устьичными линиями; сохраняются 3—4 года.
Микростробилы 10—15 мм длиной, эллипсоидно-цилиндрические, оранжево-коричневые. Семенные шишки 7—15 см длиной и 6,5—8 см толщиной, асимметричные, яйцевидные (перед раскрытием) или широкояйцевидные, на очень коротких ножках или почти сидячие, по созревании отогнутые вниз, одиночные или скученные по 3—5 и более; созревают через 2 года, вскоре после этого осыпаются семена, но, чаще долго не раскрывающиеся, а затем сохраняющиеся на дереве 6—20 лет. Апофизы толстые, закруглённые, сильно вздутые, глянцевые; вначале светло-жёлтые, затем желтовато-коричневые или серовато-коричневые; пупок центральный, большей частью вдавленный, с коротким, вскоре опадающим, светло-коричневым остроконечием. Семена 5—7 мм длиной, эллипсоидальные, тёмно-коричневые или черноватые, со светло-коричневым крылом около 20—30 мм длиной. Семенные шишки созревают в феврале, 2 года спустя после опыления. 2n = 24.

## Значение и применение
Имеет большую лесоводческую ценность в пределах его интродуцированного ареала (Африка, Австралия, Европа, Новая Зеландия и Чили, где это основное культивируемое хвойное дерево в лесных культурах), чем в его естественном ареале. Насаждения сосны лучистой образуют крупнейший в мире искусственно выращенный лес Каингароа.
- Сосна лучистая у озера Лопес, округ Сан-Луис-Обиспо, Калифорния
- Искусственный лес из сосны лучистой в Австралии